# رومن ایندرست
رومن ایندرست (انگلیسی: Roman Inderst؛ زادهٔ ۱۳ آوریل ۱۹۷۰) اقتصاددان، و استاد دانشگاه اهل آلمان است.